# Ilex paraguariensis
Il mate o matè (in guaranì ka’a; in spagnolo yerba mate, in portoghese erva-mate), il cui nome scientifico è Ilex paraguariensis A.St.Hil., 1822, è una pianta della famiglia delle Aquifoliaceae, nativa del Sud America, dalle cui foglie si ricava il mate e il tererè, bevande molto popolari nel Cono Sud dell'America meridionale (Paraguay, Uruguay, Brasile, Argentina e Cile).
Gli indigeni Guaraní e alcune comunità Tupi (il cui territorio copriva l'attuale Paraguay) furono i primi a coltivare e consumare il mate prima della colonizzazione europea delle Americhe. Il suo consumo era esclusivo degli indigeni di due sole regioni del territorio che oggi è il Paraguay, più specificatamente i dipartimenti di Amambay e Alto Paraná. Dopo che i gesuiti ne scoprirono il potenziale commerciale, il mate si diffuse in tutta la provincia e altrove nei territori della Corona spagnola.
Il mate è tradizionalmente consumato nelle regioni centrali e meridionali del Sud America, principalmente in Paraguay, così come in Argentina, Uruguay, Brasile meridionale, Gran Chaco della Bolivia e Cile meridionale. È diventato popolare anche nella comunità drusa e alawita del Levante, soprattutto in Siria e Libano, dove viene importato dal Paraguay e dall'Argentina, grazie agli immigrati siriani del XIX secolo in Argentina. Oggi il mate si può trovare in tutto il mondo in varie bevande energetiche, oltre ad essere venduto come infuso freddo in bottiglia o in lattina.

## Descrizione

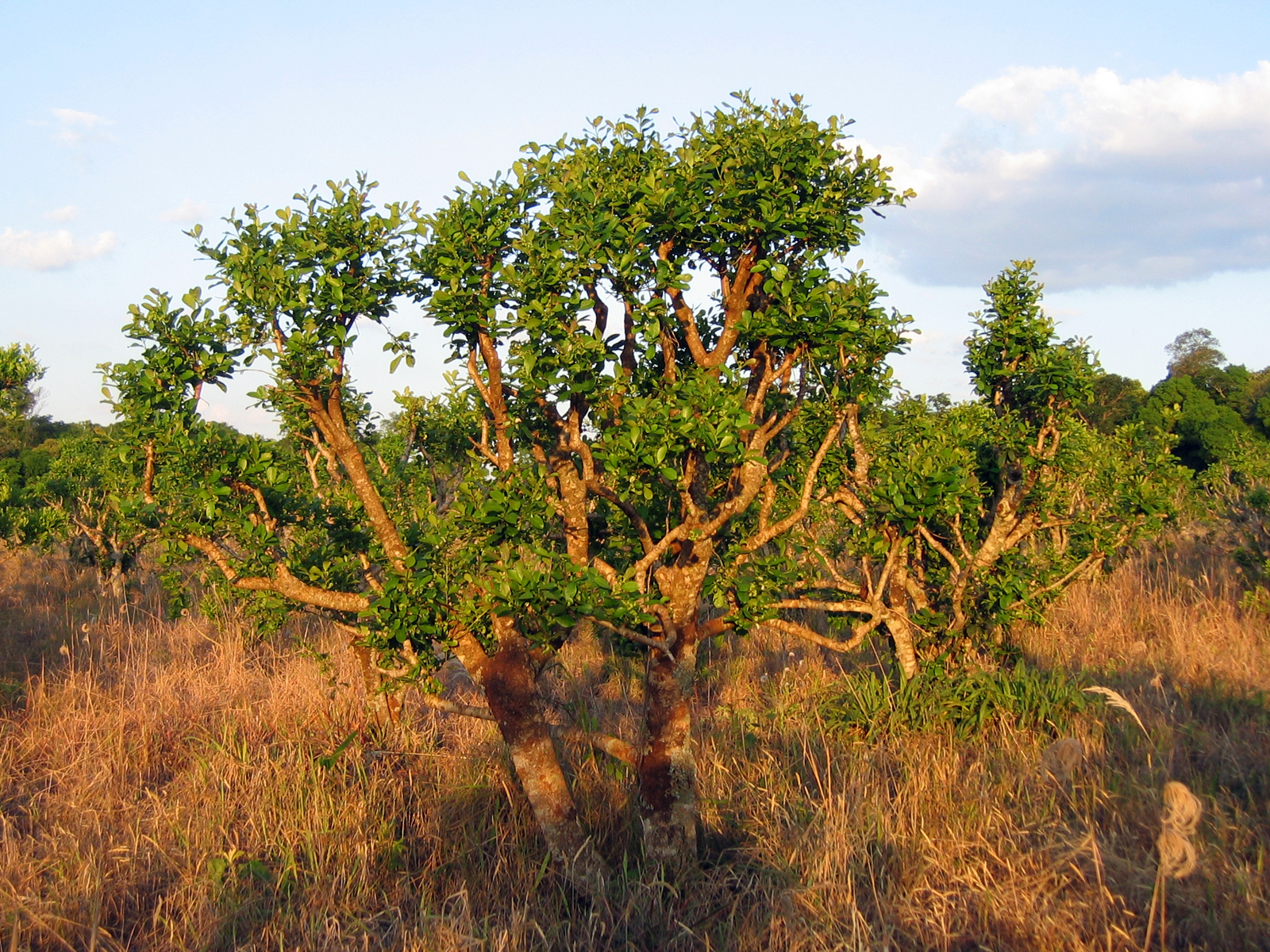
I. paraguariensis allo stato selvatico

Ilex paraguariensis si sviluppa come un arbusto e poi matura fino a diventare un albero, crescendo fino a 15 m di altezza. Le foglie sono sempreverdi, lunghe 7–11 cm e larghe 3-5,5 cm, con margini seghettati.
I fiori sono piccoli, di colore bianco-verdastro, con quattro petali. Il frutto è una drupa rossa 4–6 millimetri (0,16–0,24 in) di diametro.

## Coltivazione
La pianta di mate viene coltivata e lavorata nelle sue regioni native del Sud America, in particolare in Paraguay, in alcune parti dell'Argentina settentrionale (Misiones), in Uruguay e nel Brasile meridionale (Rio Grande do Sul, Santa Catarina, Paraná e Mato Grosso do Sul).
I semi utilizzati per far germinare le nuove piante vengono raccolti quando diventano viola scuro, solitamente da gennaio ad aprile. Dopo la raccolta, vengono immersi in acqua per eliminare i semi galleggianti non vitali e i detriti come rametti e foglie. Le nuove piante vengono avviate tra marzo e maggio. Per le piante coltivate in vaso, il trapianto avviene da aprile a settembre. Le piante a radice nuda si trapiantano solo nei mesi di giugno e luglio.
Quando si raccoglie il mate, i rami vengono spesso essiccati su un fuoco di legna, che conferisce loro un sapore affumicato. L'intensità del sapore, i livelli di caffeina e di altri nutrienti possono variare a seconda che si tratti di una pianta maschio o femmina. Le piante femmina tendono ad avere un sapore più delicato e un contenuto di caffeina più basso.

## Usi

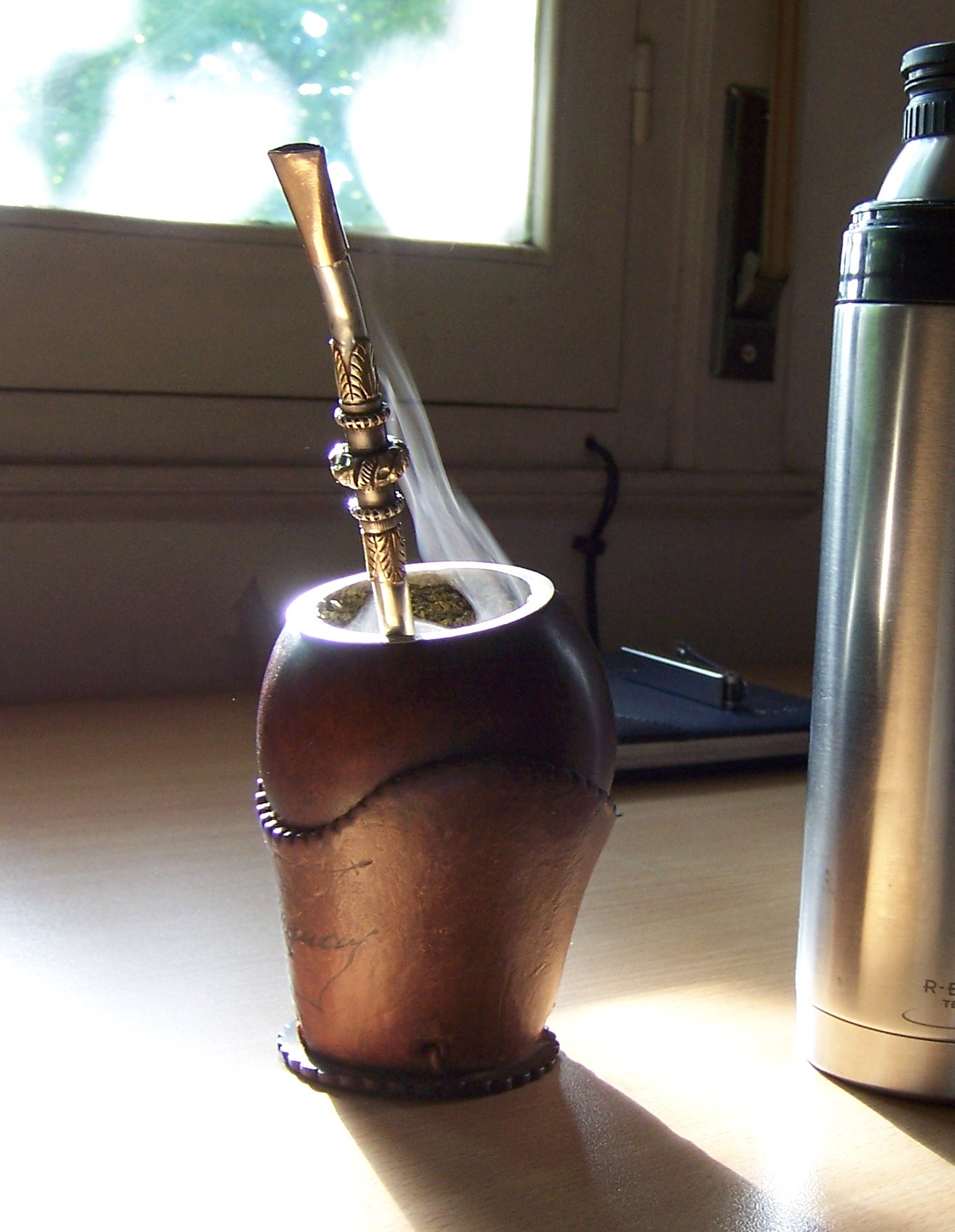
Infuso di mate in una tazza che ricorda una zucca, il recipiente tradizionale

L'infuso, chiamato mate nei paesi di lingua spagnola, si prepara riempiendo un contenitore (tradizionalmente una piccola zucca scavata) fino a tre quarti con foglie secche (e rametti) di I. paraguariensis, e riempiendolo con acqua a una temperatura di 70-80 °C, calda ma non bollente. Lo zucchero può essere aggiunto o meno. L'infuso può essere preparato anche con acqua fredda, in questo caso è detto tereré.
Bere il mate è una pratica sociale comune in Paraguay, Uruguay, Argentina, Brasile meridionale e Cile meridionale, tra persone di tutte le età, e spesso è un rituale comunitario che segue regole consuetudinarie. Amici e familiari condividono il mate dallo stesso contenitore, tradizionalmente una zucca cava, e bevono attraverso la stessa cannuccia di legno o di metallo. La persona che prepara l'infusione distribuisce la zucca a ogni persona, spesso in cerchio, a turno. Il destinatario beve i pochi sorsi contenuti nel contenitore che viene quindi riempito di nuovo e passato alla persona successiva, in senso orario. Il destinatario non deve ringraziare finché non ha finito di bere la bevanda, altrimenti non gli verranno serviti altri mate. Sebbene tradizionalmente realizzate da una zucca cava, oggigiorno le "zucche" per il mate sono prodotte da una varietà di materiali tra cui legno, vetro, corna di toro, ceramica e silicone.
Allo stesso modo in cui le persone si incontrano per un tè o un caffè, gli amici spesso si riuniscono e bevono mate in Paraguay, Argentina, Brasile meridionale, Uruguay e Cile meridionale. Nella stagione calda l'acqua calda viene talvolta sostituita dalla limonata. I paraguaiani solitamente bevono il mate con acqua fredda nelle giornate calde e con acqua calda al mattino e quando le temperature sono più fresche.
il mate è molto popolare in Paraguay e Uruguay, dove si vedono persone camminare per le strade portando con sé il tipico contenitore. In Argentina si consumano 5 kg di mate annualmente pro capite; in Uruguay, il più grande consumatore, il consumo è di 10 kg. La quantità di erbe utilizzata per preparare l'infuso è molto maggiore rispetto a quella utilizzata per il tè e altre bevande, il che spiega il peso elevato.
Il sapore del mate preparato ricorda un infuso di verdure o erbe e ricorda alcune varietà di tè verde. Alcuni ritengono che il sapore sia molto gradevole, ma se lasciato in infusione in acqua calda risulta generalmente amaro. Viene venduto anche il mate zuccherato e aromatizzato, in cui le foglie di mate sono mescolate con altre erbe (come la menta piperita) o scorza di agrumi.
In Paraguay, nel Brasile meridionale (Mato Grosso do Sul, a ovest di San Paolo e Paraná) e nel litorale argentino, un infuso di mate, chiamato tereré viene consumato come bevanda fredda o ghiacciata. I Guaranì lo bevevano in questo formato, ma senza ghiaccio perché non avevano la tecnologia per produrlo, motivo per cui si ritiene che sia stato il primo e originale modo di consumo. Il tereré può essere preparato con acqua fredda (il metodo più comune in Paraguay e Brasile) o con succo di frutta (il metodo più comune in Argentina). La versione con acqua è più amara; il succo di frutta funge da dolcificante (in Brasile, questo viene solitamente evitato aggiungendo zucchero da tavola).
Il mate è diventato popolare anche al di fuori del Sud America. Nel piccolo villaggio di Groot Marico, nella provincia del Nord-Ovest del Sudafrica, il mate venne presentato all'ufficio turistico locale dai discendenti dei Boeri di ritorno, che nel 1902 erano emigrati in Patagonia dopo aver perso la guerra anglo-boera . È comunemente consumato anche in Libano, Siria e in altre parti del Medio Oriente, soprattutto dalle popolazioni druse e alawite. La sua popolarità al di fuori del Sud America è dovuta in gran parte all'emigrazione storica in Sud America e al successivo ritorno. Viene consumato in tutto il mondo dagli espatriati del Cono Sud.